# Cuchillo de combate
Un cuchillo de combate es un cuchillo que se utiliza para el combate cuerpo a cuerpo como arma blanca y suelen  ser usados por los efectivos de las distintas fuerzas armadas, o en organizaciones militares o de seguridad similares. Los cuchillos de combate pueden ser  específicamente diseñados para ser usados como armas blancas o pueden ser  herramientas de la vida diaria que por sus características son escogidas para su uso en el campo de batalla. Los cuchillos de combate también suelen ser utilizados para usos secundarios tales como cortar maleza, abrir latas de conservas, etc.

## Cuchillos de combate famosos
- Bowie. Arma blanca reglamentaria de los Rangers del Ejército de los Estados Unidos.

- Corvo. Cuchillo de hoja curva utilizado por los soldados chilenos en la  guerra contra la Confederación Perú-Boliviana y en la Guerra del Pacífico, y que es actualmente usado por el Ejército de Chile como  arma blanca reglamentaria.

- Cuchillo balístico. Cuchillo de origen soviético que es usado por efectivos del Ejército Ruso hasta el día de hoy. Su principal característica es que puede disparar su hoja mediante un mecanismo impulsado por gas comprimido.

- Cuchillo de trinchera. Arma blanca  que fue utilizada en la Primera Guerra Mundial. Su principal característica es que incluye una manopla en la empuñadura, un diseño que a largo plazo demostró ser deficiente en la lucha cuerpo a cuerpo al no permitir una buena manipulación del cuchillo en el combate.

- Fairbairn & Sykes. Daga diseñada por William Ewart Fairbairn y Erick Anthony Sykes basándose en varios cuchillos originarios de Shanghái, China. Esta arma blanca es usada por el SAS y otras unidades de las fuerzas armadas británicas desde la Segunda Guerra Mundial hasta el día de hoy.

- Facón. Cuchillo multipropósito de los gauchos de la Patagonia. Aunque posee un estilo de lucha propio conocido como la esgrima criolla, este cuchillo raramente es utilizado para dar muerte al adversario, terminando las peleas por lo general con un golpe fuerte dado con el costado de la hoja denominado «planazo».

- KA-BAR USMC. Cuchillo usado por el Cuerpo de Marines de los Estados Unidos durante la Segunda Guerra Mundial.

- Karambit. Cuchillo originario del sudeste asiático. Consiste en una hoja curva semejante a una garra con un orificio circular que reemplaza a la empuñadura tradicional. El kerambit es el arma blanca de los regimientos de operaciones especiales de Indonesia.

- Kukri. Cuchillo reglamentario de los regimientos de soldados regulares nepalíes que sirven tanto en el Ejército de India como en el Ejército del Reino Unido.

- Navaja del Ejército Suizo. También conocida por su acrónimo en inglés SAK (Suisse Army Knife), es el cuchillo reglamentario del Ejército Suizo.

- Cuchillo de paracaidista. También conocido como Paraca, es usado por las Fuerzas de Operaciones Especiales del Ejército Argentino, su principal característica es el guardamano adosado en la empuñadura.

- Vizcaína.

- Yatagán. Arma blanca de origen turco. Fue muy popular como cuchillo de combate y como bayoneta en varios ejércitos del mundo  hasta a fines del siglo XIX.

## Galería fotográfica

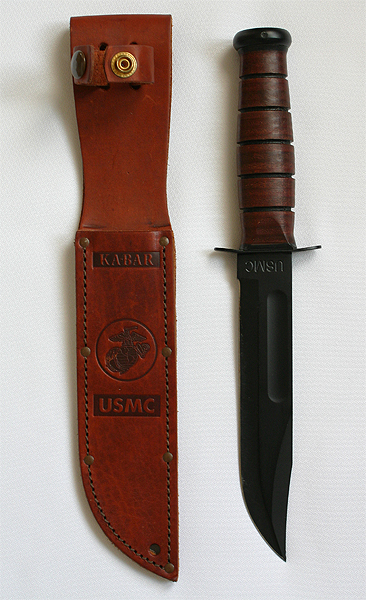
KA-BAR estadounidense.
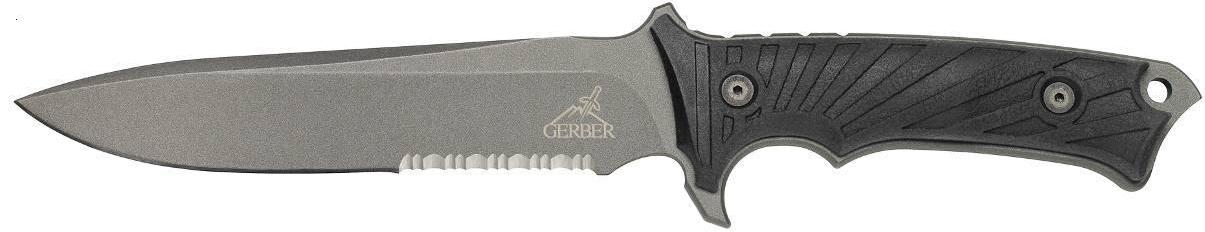
Cuhillo Gerber LHR.
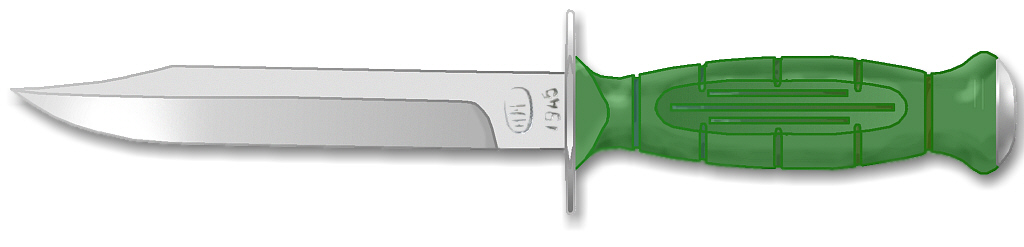
NR43 ruso.
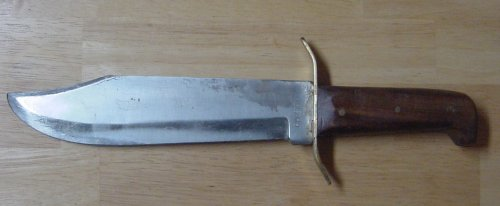
Cuchillo Bowie estadounidense.
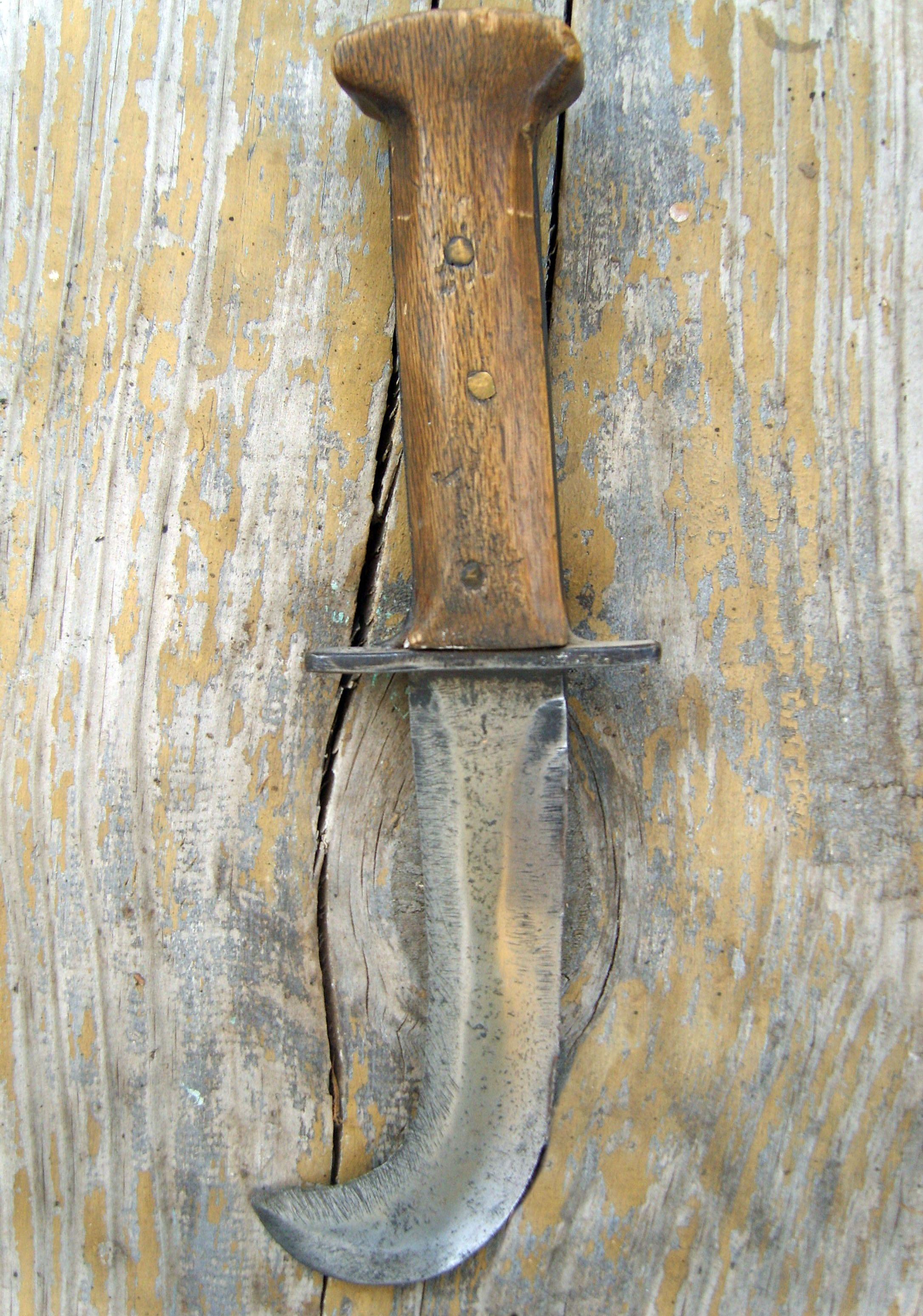
Corvo chileno